# Corey Hawkins
Corey Antonio Hawkins (Washington D.C., 22 oktober 1988) is een Amerikaans acteur. Hij is bekend voor zijn rol in The Walking Dead en zijn hoofdrol in 24: Legacy.

## Filmografie

### Film
| Jaar | Titel                            | Rol                |
| ---- | -------------------------------- | ------------------ |
| 2011 | Digital Antiquities (korte film) | Kai                |
| 2012 | Allegiance                       | Willie             |
| 2013 | Iron Man 3                       | Navy Op            |
| 2014 | Non-Stop                         | Travis Mitchell    |
| 2014 | Romeo and Juliet                 | Tybalt             |
| 2015 | Straight Outta Compton           | Dr. Dre            |
| 2017 | Kong: Skull Island               | Houston Brooks     |
| 2018 | BlacKkKlansman                   | Stokely Carmichael |
| 2019 | Georgetown                       | Daniel Volker      |
| 2019 | 6 Underground                    | Blaine / Seven     |
| 2021 | In the Heights                   | Benny              |

## Televisie

### Televisie
| Jaar      | Titel            | Rol         |
| --------- | ---------------- | ----------- |
| 2011      | Royal Pains      | Busboy      |
| 2013      | Golden Boy       | Evander     |
| 2015–2016 | The Walking Dead | Heath       |
| 2016-2017 | 24: Legacy       | Eric Carter |

- Bibsys: 1470399608877
- Bibliothèque nationale de France: cb170288569 (data)
- Gemeinsame Normdatei: 1095698001
- International Standard Name Identifier: 0000 0004 5569 3297
- Library of Congress Control Number: no2016009649
- MusicBrainz: f64cfb81-62ce-4468-b546-40a01323407b
- Nationale Bibliotheek van Tsjechië: xx0220981
- Nederlandse Thesaurus van Auteursnamen: 398061300
- Système universitaire de documentation: 19223272X
- Virtual International Authority File: 264145542834496642366
- WorldCat: E39PBJqbhckj9mg8p7cWV4ycfq